# Charmant
Charmant ist eine Ortschaft und eine Commune déléguée in der Gemeinde Boisné-La Tude mit 332 Einwohnern (Stand 1. Januar 2022) im Süden des westfranzösischen Départements Charente in der Region Nouvelle-Aquitaine.

## Lage
Charmant liegt in einer Höhe von etwa 140 Metern ü. d. M. etwa 22 Kilometer (Fahrtstrecke) südlich von Angoulême in der alten Kulturlandschaft des Angoumois im Gebiet der Charente nahe der Grenze zum Périgord.

## Bevölkerungsentwicklung
| Jahr      | 1962 | 1968 | 1975 | 1982 | 1990 | 1999 | 2006 | 2016 |
| Einwohner | 382  | 307  | 270  | 265  | 323  | 327  | 319  | 356  |

In der ersten Hälfte des 19. Jahrhunderts hatte die Gemeinde zwischen 600 und 820 Einwohner; infolge der Reblauskrise im Weinbau und der Mechanisierung der Landwirtschaft sank die Einwohnerzahl danach kontinuierlich auf die Tiefststände in den 1970er Jahren ab.

## Wirtschaft
Die Einwohner der Gemeinde lebten jahrhundertelang als Selbstversorger von der Landwirtschaft; die Böden der Gemeinde gehören zu den Bons Bois des Weinbaugebietes Cognac, doch sind die Absätze sowohl bei teuren Weinbränden als auch bei Wein in den letzten Jahrzehnten eher rückläufig, so dass der Weinbau in der Region keine bedeutende Rolle mehr spielt. Einnahmen aus dem Tourismus, insbesondere der Vermietung von Ferienwohnungen (gîtes), sind dagegen seit den 1960er Jahren als Einnahmequelle hinzugekommen.

## Geschichte
Der Ort lag an einer alten Römerstraße (Chemin Boisné), die Saintes (Mediolanum Santonum) und Périgueux (Vesunna) miteinander verband. Im 11. und 12. Jahrhundert existierte hier eine Komturei des Templerordens, die nach dessen Zerschlagung (1312) in ein Priorat überging.
Die Gemeinde Charmant wurde am 1. Januar 2016 mit Chavenat und Juillaguet zur Commune nouvelle Boisné-La Tude zusammengeschlossen.

## Sehenswürdigkeiten

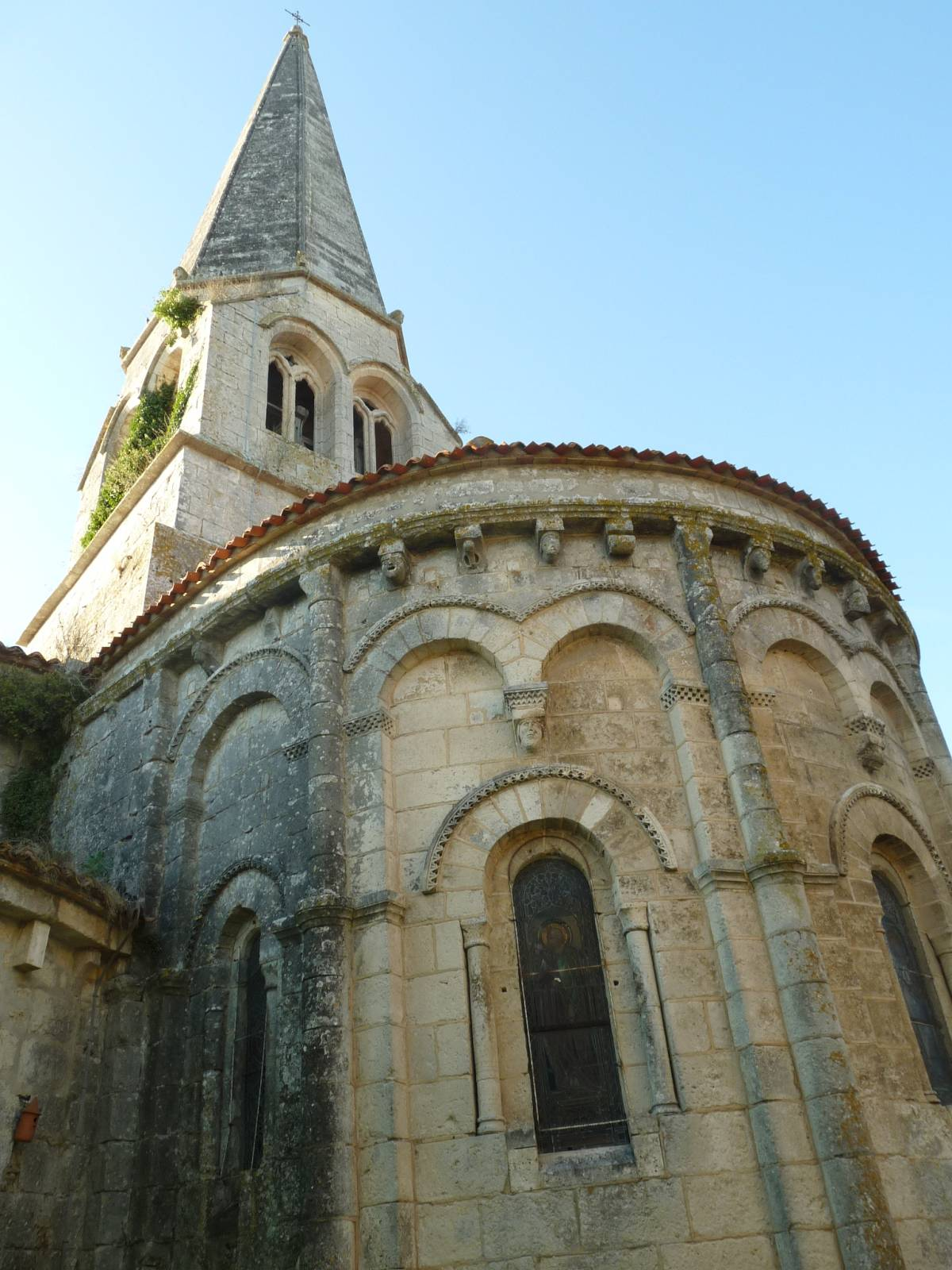
Kirche Notre-Dame

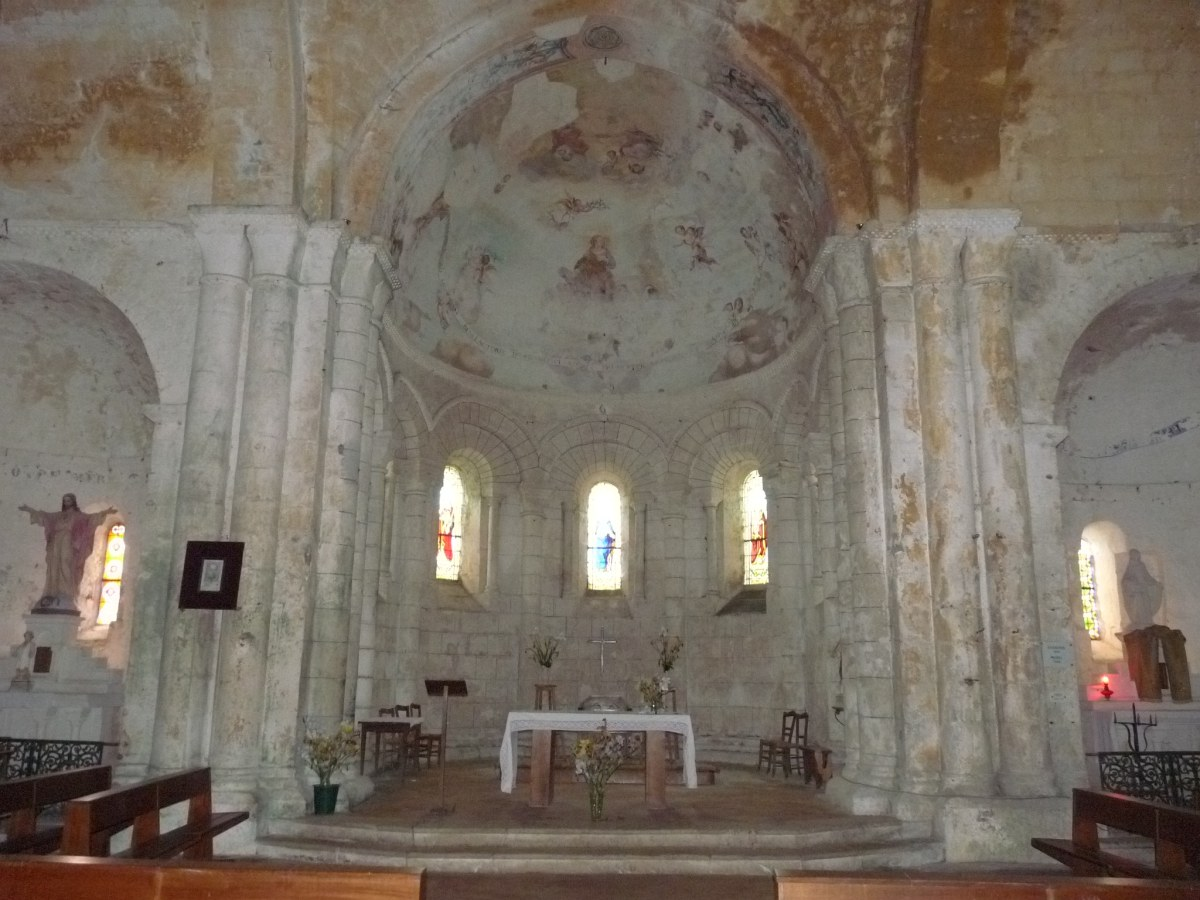
Querhaus und Apsiden

- Das Langhaus der romanischen Pfarrkirche (Église Notre-Dame) mit seinen kleinen und hochgelegenen Fenstern wird noch dem ausgehenden 11. Jahrhundert zugerechnet als der Bau die Kapelle einer Templer-Komturei war; die reich durch Arkaden gegliederte und mit Konsolfiguren geschmückte Apsis sowie das Querhaus mit seinen Seitenapsiden sind jedoch eindeutig das Werk des 12. Jahrhunderts, also der Hochromanik. Der quadratische Vierungsturm und sein oktogonaler Spitzhelm wurden nach schweren Sturmschäden im Jahr 1843 ausgebessert und teilweise erneuert. Das ansonsten eher einfach gestaltete Portal der Kirche präsentiert eine ungewöhnliche, mit einem Säulenfries und einem Diamantstab gestaltete Archivolte; im Portalgewände und in der links davon befindlichen Blendarkade sind Templerkreuze eingeritzt. Das einschiffige, von einem offenen Dachstuhl überspannte Langhaus endet in einem Chorbogen, der in die Vierung und ins Querhaus überleitet, deren drei Apsiden zusammen ein Triumphbogenschema ausbilden. Der untere Teil der Mittelapsis ist durch sieben Blendarkaden gegliedert, von denen drei durchfenstert sind; in der Kalotte finden sich Reste von barocken Fresken. Die seitlichen Apsiden sind innen wie außen ungegliedert und verfügen jeweils über nur ein kleines Ostfenster. Der Kirchenbau ist bereits seit 1846 als Monument historique[1] anerkannt.
- Unmittelbar neben der Kirche steht das sogenannte Château de Charmant – die ehemalige Templer-Komturei bzw. das Hauptgebäude des ehemaligen Priorates mit einer beachtenswerten Renaissance-Fassade sowie Rechteckfenstern mit Fensterkreuzen stammt in seiner heutigen Gestalt aus dem 16. Jahrhundert. Das von zwei vorgestellten Säulen flankierte Portal wird von einem balkonartigen Aufsatz mit Wappenschilden und einem querovalen Okulus überhöht. Der in Privatbesitz befindliche Gebäudekomplex wurde 1925 als Monument historique[2] anerkannt.

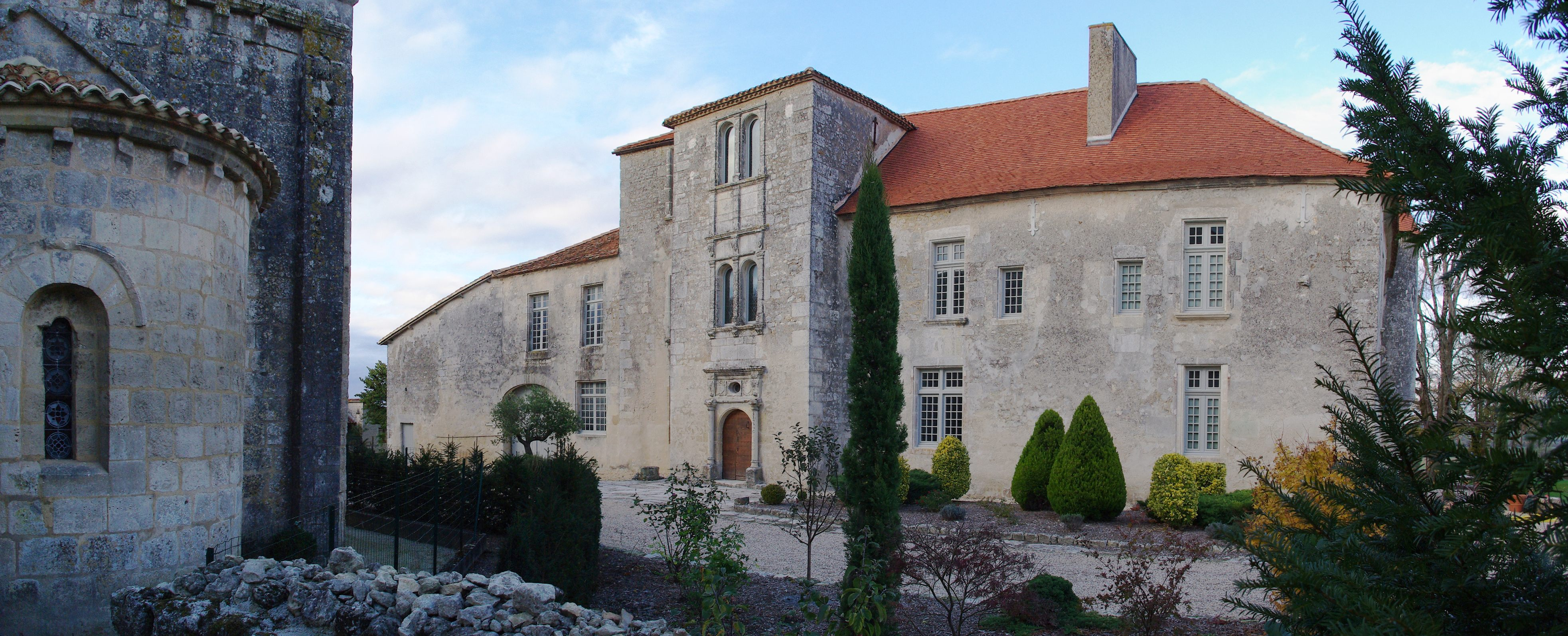
Château de Charmant
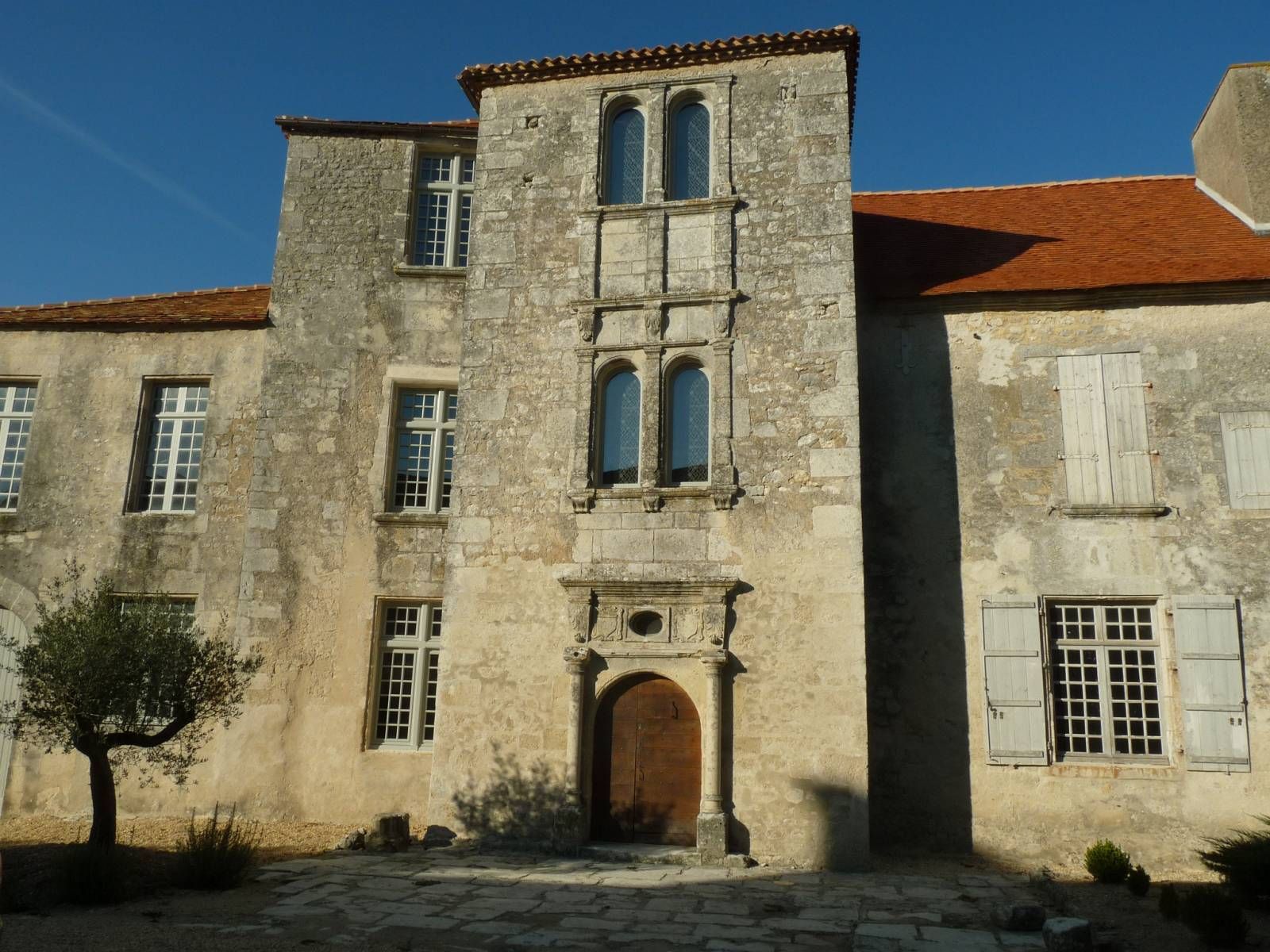
Portalzone
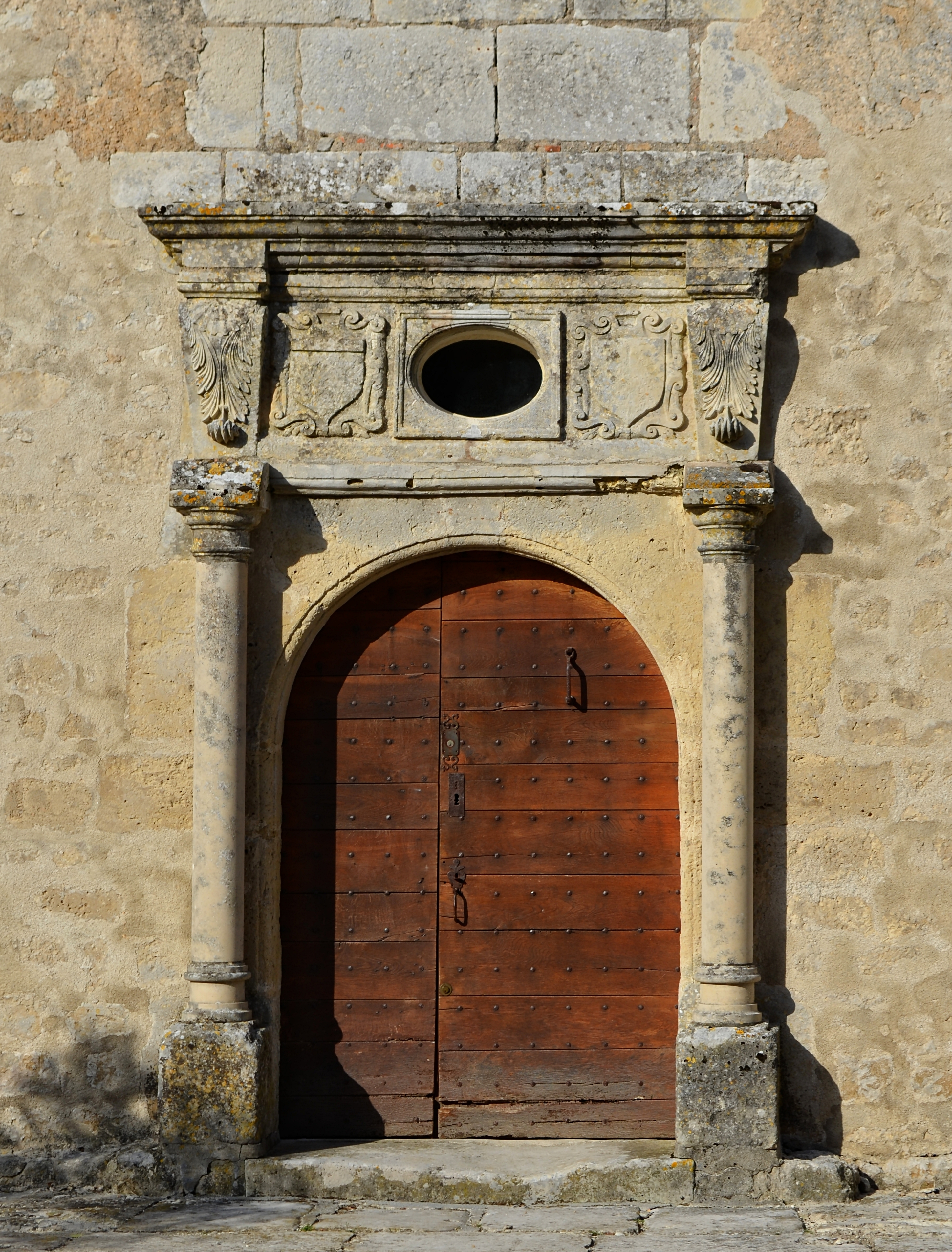
Portal